# 1919 год в России

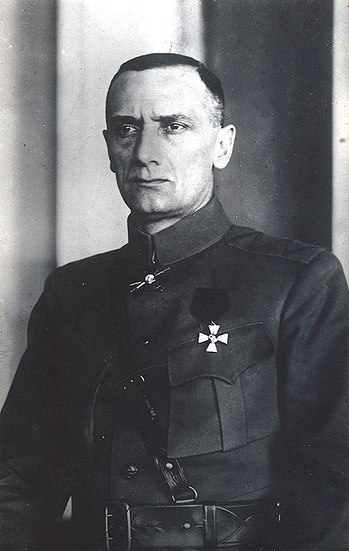
Верховный правитель России адмирал Александр Колчак

## Январь
- 1 января — в Смоленске провозглашён Манифест об образовании Советской Социалистической Республики Белоруссии в составе РСФСР.
- 2 января — польские легионеры разогнали рабочий Совет Вильнюса и захватили город
- 3 января — в Риге установлена советская власть
- 5 января — Красная армия заняла Вильнюс
- 13 января — в Риге открылся 1-й Вселатвийский съезд Советов
- 18 января — белогвардейское восстание в Ташкенте. Быстро подавлено
- 21 января — в Красноводск для руководства действиями британских войск в Средней Азии прибыл командующий британскими силами на Ближнем Востоке фельдмаршал Джордж Милн
- 22 января — провозглашено объединение Украинской Народной Республики и Западно-Украинской народной республики.
- 25 января — в ходе Шенкурской операции против американо-канадских войск 6-я армия РККА заняла Шенкурск
- 31 января — в Вильнюсе открылся съезд представителей уездных революционных комитетов Советской Литвы

## Февраль
- 1 февраля — в Петрограде создано Александро-Невское братство.
- 18 февраля — в Вильнюсе открылся трёхдневный 1-й Съезд Советов Литвы, признавший необходимость объединения с Белоруссией в Литовско-Белорусскую Советскую Социалистическую Республику (Литбел)
- 27 февраля — на объединённом заседании ЦИК Литвы и Белоруссии в Вильнюсе образовано правительство Литовско-Белорусской Советской Социалистической Республики — Совнарком ЛБССР во главе с Винцасом Мицкявичюсом-Капсукасом и ЦИК ЛБССР во главе с Казимиром Циховским

## Март
- 4 марта
  - Начало генерального наступления Русской армии на Москву на Восточном фронте.
  - В Вильнюсе открылся трёхдневный объединительный съезд Коммунистической партии Литвы и Коммунистической партии Белоруссии. Образована Коммунистическая партия Литвы и Белоруссии (председатель Президиума ЦК КПЛБ — Винцас Мицкявичюс-Капсукас)
- 18—23 марта — в Москве состоялся VIII съезд РКП(б).
- 20 марта — декрет СНК РСФСР О потребительских коммунах, поставивший сельскохозяйственную и продовольственную кооперацию под прямой контроль государства в условиях военного коммунизма

## Апрель
- 1 апреля — британская армия покинула советскую Среднюю Азию, оставив гарнизон в Красноводске
- 8 апреля — Литовско-Белорусская Советская Социалистическая Республика объявлена на военном положении
- 8 апреля — началась Крымская эвакуация (1919) Добровольческой армии, войск Антанты и беженцев, Ялту покинули Романовы
- 12 апреля — декрет СНК РСФСР, запрещающий самовольный переход на другую работу
- 18 апреля — На базе только что созданного Всероссийского бюро военных комиссаров учреждён Политический отдел Реввоенсовета Республики
- 19 апреля
  - Польские части оккупировали Вильнюс
  - Создан Совет обороны Литовско-Белорусской Советской Социалистической Республики, которому передана вся полнота власти
- 21 апреля — правительство Литовско-Белорусской Советской Социалистической Республики переехало в Минск
- 29 апреля - Украинская советская армия вошла в Севастополь
- 30 апреля — Временное правительство Северной области в Архангельске признало верховную власть адмирала А. В. Колчака

## Май
- 15 мая — Политотдел РВС Республики преобразован в Политическое управление Реввоенсовета Республики (ПУР)
- 19 мая — В Ставрополе Кавказском открылся  Юго - Восточный Русский Церковный Собор
- 21 мая — Советская флотилия разбита англо-белогвардейским флотом на Каспии
- 22 мая — пала советская власть в Риге

## Июнь
- 13 июня — конфликт между руководством Добровольческой армии и сторонниками автономной Кубани в Кубанской Раде — «черноморцами». Убиты лидеры «черноморцев» Н. С. Рябовол и др
- 13 июня — ночью на фортах «Красная Горка», «Серая Лошадь» и «Обручев», а также на тральщике «Китобой» под Петроградом вспыхнуло восстание против советской власти. Подавлено 16 июня
- 25 июня — Добровольческая армия заняла Харьков.
- 30 июня — Кавказская армия генерала Врангеля вошла в Царицын

## Июль
- 3 июля 

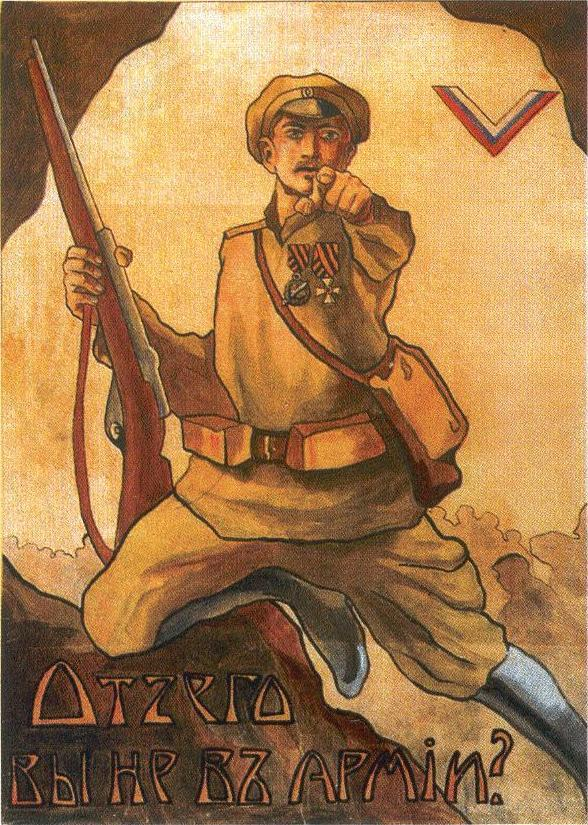
«Отчего Вы не в армии?», плакат Белой Армии (Деникина)

  - генерал А. И. Деникин издаёт Директиву № 08878, объявляющую начало наступления на Москву белогвардейских армий Юга России.
  - Белогвардейский парад войск в Царицыне. Принимал парад Деникин.
- 9 июля — декретом ВЦИК учреждена должность чусоснабарма.
- 19 июля — Совнарком Литовско-Белорусской Советской Социалистической Республики принял постановление о передаче всех дел Минскому губернскому Реввоенкомитету
- 25 июля — правительство РСФСР в обращении к китайскому народу предложило правительствам Китая начать переговоры об аннулировании русско-китайского договора 1896 года, Пекинского протокола 1901 года и всех русско-японских соглашений, касающихся Китая

## Август
- 14 августа — 1-я армия Туркестанского фронта РККА (М.Фрунзе) начала Актюбинскую операцию против Южной армии А.Колчака
- 18 августа — конный корпус генерала К. К. Мамонтова в ходе рейда по тылам РККА взял Тамбов
- 19 августа — Красная армия взяла Кустанай
- 23 августа — части Добровольческой армии овладели Одессой.
- 25 августа — Обращение Деникина к населению Малороссии
- 26 августа 
  - армии Вооружённых сил Юга России начали контрнаступление против сил Южного фронта РККА
  - Советская армия взяла Псков
- 30 августа — РККА вступает в Орск
- 31 августа — Войска Добровольческой армии взяли Киев.

## Сентябрь
- 2 сентября — 3-я кавалерийская дивизия Туркестанского фронта РККА овладела Актюбинском
- 5 сентября — В бою с белогвардейцами погиб Василий Иванович Чапаев, красноармейский командир
- 10 сентября — Верховный Правитель России адмирал А. В. Колчак распустил Временное правительство Северной области в Архангельске и назначил генерал-лейтенанта Е. К. Миллера главным начальником края
- 11 сентября — советское правительство предложило Литве заключить мирный договор
- 13 сентября — в районе разъезда Мугоджарская Туркестанский фронт РККА соединился с вооружёнными силами Туркестанской АССР
- 20 сентября — войска А. И. Деникина взяли Курск
- 25 сентября — Взрыв в Леонтьевском переулке. Погибло 12 человек

## Октябрь
- 10 октября 
  - в Эстонии принят закон об аграрной реформе
  - Верховный Совет Антанты объявил экономическую блокаду Советской России.
- 11 октября — начало контрнаступления РККА против армий Деникина.
- октябрь — Наступление армии Юденича на Петроград

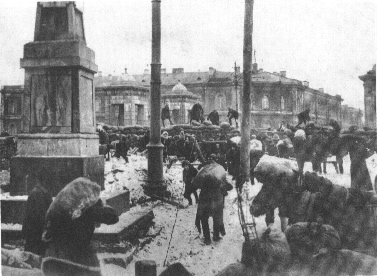
Строительство баррикад в Петрограде во время наступления Юденича

## Ноябрь
- 11 ноября — в Вильнюсе открыт Университет Стефана Батория.
- 11 ноября 1919 года постановлением Высшего Совета Народного Хозяйства № 57/116СНК РСФСР были национализированы мастерские телефонно-строительного акционерного общества «Сименс и Гальске» и образовано новое предприятие, которое именовалось тогда «Телефонно-строительной секцией Электротреста», неоднократно реорганизуясь и сменив ряд названий (ПМТ-5, ВНПО и ЦНПО «КАСКАД»)
- 14 ноября — захват Омска армиями Ленина.
- 17 ноября — создана Первая Конная армия
- 19 ноября — Красная армия взяла Курск

## Декабрь
- 5 декабря — 7-й Всероссийский съезд Советов наградил город Петроград орденом Красного Знамени
- 20 декабря — РККА вошла в Кременчуг
- 22 декабря — из США на пароходе «Бьюфорд» в Советскую Россию высланы 249 человек, заподозренных в симпатиях к большевикам.
- 26 декабря — декрет СНК РСФСР о ликвидации неграмотности населения от 8 до 50 лет
- 27 декабря — начало успешной многомесячной обороны Крыма белыми войсками корпуса генерала Я. А. Слащёва от попыток десятикратно превосходящих сил двух армий красных прорваться на полуостров.
- 31 декабря — Бой у села Алексеево-Леоново[1].